# Leucania semicana
Leucania semicana är en fjärilsart som beskrevs av Arnold Pagenstecher 1900. Leucania semicana ingår i släktet Leucania och familjen nattflyn. Inga underarter finns listade i Catalogue of Life.